# 삼랑진초등학교
삼랑진초등학교는 대한민국 경상남도 밀양시 삼랑진읍 송지리에 있는 공립 초등학교이다.

## 학교 연혁
- 1923년 9월 5일 삼랑진공립보통학교 개교
- 1938년 4월 1일 삼랑진송지공립심상소학교로 개칭
- 1941년 4월 1일 삼랑진송지공립국민학교로 개칭
- 1994년 6월 25일 다목적 강당 준공
- 1996년 3월 1일 삼랑진초등학교로 개칭
- 1999년 9월 1일 안태초등학교 통폐합
- 2011년 5월 1일 1학교 1도서관 자매결연(밀양도서관)
- 2016년 9월 1일 제38대 김향숙 교장 취임
- 2017년 2월 17일 제91회 졸업식(19명/ 총9962명)

## 참고 자료
- 삼랑진초등학교 - 한국교육학술정보원 학교알리미